# Фредрік Скавлан
Фредрік Скавлан (нар. 2 вересня 1966) — норвезький телеведучий, журналіст та карикатурист. Вів ток-шоу Først & sist з 1998 по 2007 рік, за що отримав Норвезьку телевізійну премію 1999 року як найкращий ведучий, а з 2009 року веде ток-шоу Skavlan (Шведська телевізійна премія у номінації найкращий телеведучий). До того Скавлан працював журналістом і карикатуристом кількох норвезьких газет, серед яких «Моргенбладет» і «Дагбладет».

## Раннє життя
Фредрік Скавлан народився 2 вересня 1966 року в Осло, Норвегія.

## Кар'єра
З 1998 по 2007 рік Скавлан був ведучим ток-шоу Først & sist, яке щовечора в п'ятницю збирало більше мільйона глядачів. У 1999 році він отримав Норвезьку телевізійну премію як найкращий ведучий. Після перерви у роботі для норвезького суспільного мовника NRK, його переконали влаштувати власне шоу для шведського SVT, яке почало виходити навесні 2009 року під назвою «Скавлан».
Скавлан отримав Шведську телевізійну премію, ставши першим норвежцем, який її отримав у номінації Найкращий телеведучий.[джерело?] Восени 2009 року програма почала транслюватись і на NRK, і на SVT. З осені 2013 року шоу також транслюється на датському вторинному каналі DR2.
Спочатку Скавлан працював журналістом і карикатуристом у кількох норвезьких газетах, серед яких «Моргенбладет» і «Дагбладет». Він також проілюстрував кілька книг, в тому числі дитячу книжку норвезької письменниці Унні Лінделл Nifse Nella og nattskolen («Моторошна Стелла і вечірня школа», 2008).

## Особисте життя
З 2006 року Скавкан у стосунках зі шведсько-норвезькою актрисою Марією Бонневі, разом вони мають трьох дітей. Він живе в Осло та Стокгольмі і всього має шестеро дітей — троє з колишньою дружиною. Він є дядьком норвезької моделі, актриси, телеведучої та авторки Єнні Скавлан.

## Нагороди
| Рік  | Твір         | Премія                       | Результат |
| ---- | ------------ | ---------------------------- | --------- |
| 1999 | Først & sist | Норвезька телевізійна премія | Перемога  |
| 2010 | Skavlan      | Скандинавська мовна премія   | Перемога  |
| 2011 | Skavlan      | Шведська телевізійна премія  | Перемога  |

## Примітка
1. 1 2  Store norske leksikon — 1978. — ISSN 2464-1480
2. ↑  Nordström, Andreas (9 жовтня 2009). Här blir Skavlan kär. Expressen (швед.). Процитовано 15 травня 2019.
3. 1 2  Gullrekkas gissel. Dagbladet.no (норв.). 4 вересня 2004. Процитовано 14 квітня 2018.
4. ↑  Fredrik Skavlan har blivit pappa igen. expressen.se (швед.). 1 жовтня 2015. Процитовано 1 квітня 2020.
5. ↑  Skavlan och Bonnevie har fått en dotter. aftonbladet.se (швед.). 23 серпня 2018. Процитовано 1 квітня 2020.
6. ↑  Nordens språkpris 2010 til Fredrik Skavlan. Norden.no (Norwegian) . Процитовано 11 червня 2019.